# Rezerwat przyrody Murawy Dobromierskie
Rezerwat przyrody Murawy Dobromierskie – stepowy rezerwat przyrody na terenie Przedborskiego Parku Krajobrazowego w gminie Kluczewsko, w powiecie włoszczowskim, w województwie świętokrzyskim.
- Powierzchnia: 35,84 ha[2] (akt powołujący podawał 36,29 ha)
- Rok utworzenia: 1989
- Dokument powołujący: Zarządz. MOŚiZN z 8.12.1989; MP. 44/1989, poz. 357
- Numer ewidencyjny WKP: 012
- Charakter rezerwatu: częściowy
- Przedmiot ochrony: nawapienne murawy i zarośla kserotermiczne z bogatą i unikatową florą i fauną[2]

W rezerwacie znajdują się trzy wyniesienia przedzielone suchymi obniżeniami. Występują tu ciepłolubne zbiorowiska zaroślowe róż, tarniny i jałowca. W runie m.in.: miłek wiosenny, kłosownica pierzasta, oman wąskolistny, aster gawędka.
Obszar rezerwatu jest objęty ochroną czynną i krajobrazową.

## Położenie, szlaki turystyczne
Rezerwat jest położony ok. 1 km na wschód od Dobromierza, w pobliżu drogi Dobromierz – Góry Mokre.
Przez rezerwat przechodzą:
- czarny szlak turystyczny prowadzący z Białego Brzegu do Mrowiny,
- zielony szlak turystyczny z Rączek do Wojciechowa[4].

W pobliżu znajduje się rezerwat przyrody Bukowa Góra.